# Костадин Костадинов (политик)
Вижте пояснителната страница за други личности с името Костадин Костадинов.
Костадин Тодоров Костадинов е български политик, юрист и историк – етнограф от партия „Възраждане“, народен представител в XLVII, XLVIII, XLIX народно събрание и L народно събрание. Два мандата и половина е бил общински съветник в община Варна (2011 – 2021). Той е основател и председател на партия „Възраждане“, която се самоопределя като националистическа. В същото време тя е определяна от различни анализатори и медии като антиевропейска, антизападна, както и проруска. Лидерът на партията е известен с проруските си изявления, включително с призивите си за саморазправа. Той е обвиняван в насаждане на омраза към малцинствата.

## Биография
Костадин Костадинов е роден на 1 април 1979 година във варненския квартал „Аспарухово“, но израства в квартал „Владислав Варненчик“. През 1990 г. се премества да живее във варненския квартал „Кайсиева градина“.
През 2019 г. Костадинов купува двуетажна къща край Варненското езеро, като тегли кредит на изплащане за 20 години. Къщата е разположена във вилна зона „Лазур“, в землището на село Константиново. Впоследствие Костадинов намира средства да изплати имота в рамките на 3 години.

### Семейство и роднини
Роден е в семейството на заварчик и чистачка. Баща му Тодор е от добричкото село Батово, а майка му Еленка от съседното Църква. През 2003 г. Костадинов се жени за Велина, която е родом от град Кубрат,  като имат две деца – син и дъщеря. Те се развеждат през 2018 г., като година и половина след това жена му купува апартамент във Варна. В същото време се твърди, че тя е купила въпросния имот с пари от партийната субсидия. През пролетта на 2022 г. те отново се събират. Велина Костадинова работи във Варненския археологически музей.

### Образование
Завършва Пета гимназия, а после магистратура по балканистика през 2002 г. и по право през 2011 г. във Великотърновския университет „Св. св. Кирил и Методий“. През 2017 г. Костадинов защитава докторска степен по етнография в БАН с дисертация на тема „Русините в Централна Европа – история и съвременност“ с научен ръководител доц. д-р Владимир Пенчев.

### Професионална дейност
В периода от 2010 до 2013 г. Костадинов натрупва стаж по партийна линия във ВМРО като „Организатор“ и „Експерт стопанска дейност“. В длъжностната му характеристика за „Организатор“, каквото е работил първите 3 години, е записано, че дейността му на тази позиция включва културна дейност – продуциране на книги, филми и научни експедиции. Длъжността му „Експерт стопанска дейност“ заема две години.
През 2013 г. е назначен за директор на Регионалния исторически музей в Добрич, въпреки че няма необходимия стаж от 5 години в областта на културата. На 31 януари 2017 г. Костадинов подава искане за напускане на заеманата длъжност. Считано от 2 януари 2017 г. кметът Йордан Йорданов прекратява трудовото си правоотношение с него. Заради неспазения срок на предизвестието, кметът разпорежда да се изплати на бившия директор обезщетение. Костадинов заявява, че ще съди Общината заради нарушение на Кодекса на труда, като посочва, че е бил в болничен в този момент. През юни 2017 г. Районен съд – Добрич отхвърля предявения иск от Костадин Костадинов срещу община Добрич.
Към 2009 г. Костадинов е водещ на предаването „За България“ по Телевизия Варна. От 2012 г. до 2013 г. е автор и водещ на предаването „За българската нация“ по телевизия СКАТ. През 2015 г. води предаване „Българската слава“ по телевизия Алфа.

## Научни занимания, филми и книги
Занимава се с проблемите на българската диаспора в Молдова, Украйна, Гърция, Румъния, Сърбия, Македония, Албания и други държави. Автор е на няколко книги и документални филми. През 2004 г. снима авторски документален филм за българите в Албания, а през 2005 г. прави поредица от документални филми за българите извън днешните предели на България под заглавието „Един народ сме“ (за българите в Егейска Македония). Автор е и на документалния филм „Забравена земя“, посветен на българите в Северна Добруджа, заснет през 2009 г.
Под негово ръководство е направена подготовката и издаването на Албум-алманах „Македония“ – фототипно издание, и го представя в Народното събрание и в Европейския парламент през 2008 г.
През 2008 г. съдейства за преиздаването на книгата „Българският гарнизон в Солун“, написана от генерал-лейтенант Велизар Лазаров, първоначално издадена през 1929 г. Автор е на книгата „Антигръцкото движение във Варна“, издадена във Варна през 2009 г. През 2010 година публикува книгата си „Българската национална идентичност на славянското население в Македония“ и преиздава „Гробовете на Трикери“ от Владимир Сис.
Книгата му „Антигръцкото движение във Варна“ е издадена във Варна през 2009 г.
През 2010 г. публикува и „Българската национална идентичност на славянското население в Македония“. Впоследствие преиздава и „Гробовете на Трикери“ от Владимир Сис.
През 2011 г. издава филм и книга „Третата национална катастрофа“ относно демографската криза в България. Прави и документален филм по книгата.
През 2016 г. написва „Учебник по родинознание“ за деца от 1 до 4 клас. Според личния му блог и данните на тегления учебникът е изтеглен повече от 500 000 пъти.
През 2017 г. излиза книгата „Пътеводител на старите български земи“, в която са подробно описани 100 обекта на българското културно-историческо наследство, останали в заграбените от съседите на България български земи в Сърбия, Косово, Албания, Македония, Гърция, Турция и Румъния.
През 2018 г. излиза от печат книгата „Русините в Централна Европа – история и съвременност“, която представлява докторската му дисертация. Изследването представя историята и съвремието на русините, европейски народ без държава, които той счита за част от руския народ, а същевременно разглежда и формирането на украинската нация в СССР, което приема, че е станало на политическа основа.
През 2017 г. организира издаването на книгата „За произхода на днешните гърци“ от Якоб Фалмерайер в комбинация с публикуването на „Летописът на Монемвасия“, като и в двата труда се застъпва тезата за отдавнашното изчезване на древните гърци и за по-късната поява на съвременните гърци, които нямат пряка връзка с древните.
Костадинов е инициатор и един от създателите на филм, посветен на депортацията на таврийските българи: „Премълчаната история“, онагледяваща насилственото им изселване в Съветския съюз през 1945 година. През 1943 – 1944 година, бягайки от ужасите на Втората световна война, те идват в България, но след това са принудени от комунистическите власти да я напуснат.
Костадин Костадинов е автор и на издадения през 2021 г. „Кратък наръчник по македонския въпрос“. Книгата съдържа подробна историческа, филологическа и етнологична справка за Македония.

## Политика

### ВМРО
През 1997 г. Костадин Костадинов става член на ВМРО-БНД. По време на следването си във Великотърновският университет е председател на Младежката организация на ВМРО-БНД, на Студентския съвет към ВТУ и главен редактор на вестник „Университет“. През 2002 г. става областен координатор на ВМРО за областите Варна, Шумен и Добрич. През 2007 г. е избран за член на националното ръководство на Организацията, а от 2009 г. е избран за заместник-председател на ВМРО-БНД. От 2007 до 2012 г. е член на Националния изпълнителен комитет на ВМРО-БНД. На 27 октомври 2012 г. се провежда Петия редовен конгрес на ВМРО-БНД, като Костадинов е кандидат за председател на партията. Подкрепят го 50 от общо 600 делегати. След това Костадинов напуска партията. Той остава общински съветник, въпреки призивите на ВМРО – Варна да подаде оставка.
На изборите за Европейския парламент в България през 2009 г. е кандидат за евродепутат от коалиция „Напред“ между ВМРО-БНД, ЗНС, „Гергьовден“ и ЕНП.

### НФСБ
През март 2013 г. Костадин Костадинов става член на Национален фронт за спасение на България и е избран да бъде регионален координатор за областите Варна, Шумен и Добрич. Към септември 2013 г. вече не е член на партията. Той работи близо година като водещ на предаването „За българската нация“ по телевизия СКАТ до раздялата си с НФСБ.

### Възраждане
През юни 2014 г. Костадинов обявява, че на 2 август 2014 г. в старата българска столица Плиска обмисля да създаде политическа партия на име „Възраждане“. Избира символично място и дата, когато се пада годишнина от началото на Илинденско-Преображенското въстание. Като основни приоритети на партията той посочва че ще бъдат „семейство, морал и образование“, а като основен опонент ДПС и партиите, които са участвали в коалиция с движението. На 2 август 2014 г. Костадинов събира съмишленици от цялата страна и учредява партията; на учредителното събрание е избран за неин председател.
Още на 14 август 2014 г., от името на партия „Възраждане“ Костадинов взима отношение относно случващото се в Украйна и Молдова, като изпраща писмо до външния министър Даниел Митов. В писмото той демонстрира своята загриженост към българското малцинство, поставяйки му въпроса дали има мобилизирани българи в украинската армия. Интересен факт е че има още две русофилски партии, основани със същото име в близките години по-рано: през 2004 г. се основава „Възраждане“ в Украйна, а през 2011 г. се основава „Възраждане“ в Молдова.
На местните избори през 2015 г. Костадинов е кандидат за кмет на Варна, както и за общински съветник от коалиция „Варна“ (Атака, „Възраждане“ и Нова сила). Получава 6 686 гласа (или 5,49%). Избран е за общински съветник, като коалицията печели 4 от 51 места в Общински съвет – Варна.
На президентските избори през 2016 г. Костадинов обявява своята подкрепа за кандидат-президентската двойка Татяна Дончева и Минчо Спасов от коалиция „Движение 21 – НДСВ“.

#### 2017 – 2021
Преди парламентарните избори през 2017 г. Минчо Христов се съгласява да подкрепи Костадинов, заради заявките му да се откаже от държавна субсидия; Христов участва в изборите като кандидат от гражданската квота на партията. На парламентарните избори през 2017 г. партия „Възраждане“ получава 37 896 гласа (или 1,11%), преминава над 1% и получава държавна субсидия. След като „Възраждане“ взима държавна субсидия и не я връща на държавата, Минчо Христов се отказва от съдружието си с Костадинов.
На местните избори през 2019 г. Костадинов се кандидатира за кмет на Варна от партия „Възраждане“, като получава подкрепа от БСП, и съобщава че градското ръководство на партията, чийто председател Борислав Гуцанов е в открит конфликт с лидера на БСП – Корнелия Нинова. Преди изборите Корнелия Нинова сваля доверието си от градския лидер Борислав Гуцанов и партията издига за кмет проф. Анелия Клисарова. Анелия Клисарова се класира трета, като получава 14 156 гласа (или 14,02%). Костадин Костадинов получава 14 432	гласа (или 14,30%) и се явява на балотаж с действащия кмет Иван Портних, който получава 49 754 гласа (49,29%). На втори тур от изборите Костадинов получава 29 138 гласа (или 35,99%), като на национално ниво партията му печели 1 общински кмет (в община Тополовград), 6 кметства и 29 общински съветника.
През юни 2020 г. подава оставка и напуска областният координатор на партия „Възраждане“ за Бургас и Сливен и член на националното ръководство – Владимир Павлов. Той посочва, че причината за оставката му са действията на Костадинов, като по негов адрес той се аргументира в своя профил във Фейсбук.
На 18 юли 2020 г. Костадинов събира ръководството на „Възраждане“ в Габрово, където е взето решение да отстранят областните координатори на Велико Търново и Русе – Иван Спирдонов и Дилян Саманджиев. Причината е, че двете ръководства на областните структури са взели решение да не участват в националните протести, организирани от партията месец по-рано.
През юли 2020 г. Софийската градска прокуратура инициира съдебна процедура по заличаване на партия „Възраждане“ по чл.40, ал.1, т.1 от Закона за политическите партии. Според прокуратурата има множество нарушения при регистрацията на партията. Според Костадинов има записи за оказван натиск от агентите от ДАНС върху разпитваните по случая. Впоследствие Софийският градски съд отхвърля предявения от градската прокуратура иск, а по-късно решението на СГС е потвърдено от върховните магистрати. Те посочват, че твърденията на прокуратурата дори не попадат в обхвата на предвидените от закона условия, при които една партия може да бъде заличена.
На президентските избори през 2021 г. участва като кандидат–президент, с кандидат за вицепрезидент адвокат Елена Гунчева. Двойката се класира на четвърто място на първия тур на изборите.

#### След ноември 2021 г.
На парламентарните избори през ноември 2021 г. „Възраждане“ става парламентарно представена партия, като печели 127 549 гласа (или 4,86%). Вкарва 13 народни представители в XLVII народно събрание. Костадинов е избран за народен представител от 3-ти МИР – Варна.
През август 2022 г. Костадинов решава да премахне гражданската квота във „Възраждане“ точно преди парламентарните избори през октомври 2022 г. Така партията се лишава от знакови фигури, като Пламен Пасков, Елена Гунчева, Румяна Ченалова и Цвета Галунова. В интервю пред медиите Костадинов обяснява, че премахва гражданските квоти, защото кандидатите не са били лоялни към партията и е бил призован от избирателите.
На 9 февруари 2024 г. от името на „Възраждане“ Костадинов изключва народните представители Иво Русчев, Александър Арангелов и Николай Дренчев. Ден по-рано четирима общински съветници заемат различна позиция от тази на партията в Столичния общински съвет. Костадинов кара тримата депутати да поемат отговорност като ръководители на Софийската организация за това, че са кандидатирали тези хора за общински съветници. Те отказват да поемат тази отговорност и биват изключени. До този момент Николай Дренчев е бил организационен секретар на „Възраждане“ и считан за втория човек в партията след Костадин Костадинов.

## Критики и противоречия

### Руското нападение в Украйна
През декември 2018 г. в центъра София е монтирана коледна елха, подарена на града от общинските власти в Москва. Това събитие е повод за организиране на протест от българи и украинци по повод на задържането на 25-има украински моряци от руските гранични сили на 25 ноември. По този повод Костадинов отбелязва в блога си, че благодарение на малка група активисти цяла България е разбрала за тази неизвестна дотогава елха, наричайки ги „олигофрени и малоумници“ и „платените жълтопаветни русофоби“.
Изявлението му е критикувано, а Министерството на вътрешните работи заявява, че „действията на Костадинов не допринасят за двустранните ни отношения с Русия, а създават благоприятна почва за антируски настроения.“
На 25 януари 2022 г. Костадинов заговаря за референдум за членството на България в НАТО, като поставя въпроса и за членството на страната в Европейския съюз. На 21 февруари 2022 г. Съветът за сигурност на Руската федерация препоръчва на президента Владимир Путин да признае независимостта на самопровъзгласилите се ДНР и ЛНР в Украйна. По-късно в същия ден в Кремъл се състои церемония, на която присъстват президентите на двете републики – Денис Пушилин (ДНР) и Леонид Пасечник (ЛНР), пред които Путин подписва указ за тяхната независимост от Украйна. На 23 февруари 2022 г. Костадин Костадинов призовава българското правителство също да признае независимостта на ДНР и ЛНР, така както България е признала декларацията за независимост на Косово от Сърбия през 2008 г. На следващия ден Русия напада Украйна, като Путин нарича това „специална военна операция“.
На 1 март 2022 г. Костадинов се среща с посланичката на Руската федерация – Елеонора Митрофанова. В същия ден министър-председателят на България пита Костадинов защо, след като е загрижен за българското малцинство, не е в Украйна. Два дни след това Костадинов заминава, но в района около град Тараклия в Молдова, населен предимно с етнически българи. Оставя превозното си средство в Молдова и влиза заедно с председателя на районния съвет на Тараклия и неговия шофьор в Украйна. Впоследствие получава забрана да влиза в Украйна за срок от 10 години.
През април 2023 г. в интервю пред Мартин Карбовски руската посланичка Елеонора Митрофанова заявява, че би гласувала за Костадин Костадинов, ако има тази възможност.
В края на май 2023 г. Костадинов заплашва украинските бежанци в България с изселване и заговаря за автономия на населените с българи райони в Украйна. През юли 2023 г. кметовете на 16 български селища в Украйна, сред които и кметът на Болград, осъждат изявите на Костадин Костадинов, като обвиняват ръководството на „Възраждане“ в проруски сепаратизъм.
В края на юли 2023 г. Костадинов е включен в списъка на сайта „Миротворец“ с врагове на Украйна. Лидерът на „Възраждане“ е обявен за агент на влияние на Русия в България. Определен е за провокатор, лъжец, политически аферист и популист, който участва в информационно-пропагандистките операции на Русия срещу Украйна и България.

### Учебната програма
През 2014 г. той оспорва съдържанието на учебник по обществознание за 3-ти клас, издаден от „Просвета“. Според него, в учебника непрекъснато се изтъква етническото многообразие в България, а българският етнос се подценява и споменаването му се избягва. През 2015 г. Костадинов издава свой учебник по родинознание за деца от първи до четвърти клас. Учебникът му бива критикуван, като Мария Радева, професор по история, твърди че коментарите на Костадинов в учебника „носят нетолерантни внушения“, защото е фиксиран върху образа на Османската империя и на османците като врагове на българите, но този подход е изоставен в българската историография като „недемократичен“.

### Обвинения в омраза към малцинствата
С цел извличане на политическа подкрепа Костадинов се включва в организираните спонтанно от гражданите антицигански вълнения в България през 2011 г. По време на безредиците около циганския квартал „Максуда“ на 26 септември 2011 г. е арестуван от полицията. Тогава той е бил сметнат за лидер на протестиращите и е бил отведен с полицейска кола за разпит.
През юни 2014 г., малко след наводнението в квартал „Аспарухово“, засегнало сериозно циганската махала, Костадинов, който участва във възстановителните работи на следващия ден, отправя обвинения към циганите в квартала. Той твърди, че не е имало доброволци от тяхна страна, а вместо това са се редяли „на опашка за подпомагане“, наричайки ги „нечовешка сган“, като ги обявява за „основните виновници“, понеже смята, че с нерегламентирана сеч и системно изсипване на отпадъци в коритото на местното дере са предизвикали наводнението. Коментарите му предизвикват недоволство спрямо него в социалните мрежи, където по-късно се публикуват коментари и снимки, доказващи, че е имало доброволци сред циганите.
През септември 2022 г. във вестник „Уикенд“ на първа страница излизат твърдения, че Костадин Костадинов крие, че има цигански произход.
Въпреки своите изявления срещу циганите, с цел извличане на политическа подкрепа, партията на Костадинов регистрира на много места в страната кандидати за кметове и общински съветници от цигански произход на местните избори през 2023 г.

### Държавна партийна субсидия и обвинения за злоупотреби с нея
През март 2017 г. обявява, че се отказва от държавната партийна субсидия и партията му ще я дари, като настоява тя да отпадне и за другите партии. Партията му протестира, когато ГЕРБ и „Воля“ предлагат да се диференцират партийните субсидии чрез драстично намаляване за партиите извън парламента, а да се запазят по размер за тези вътре. Костадинов твърди, че тази промяна е тенденциозна и е насочена срещу ръководената от него партия, която е единствената извънпарламентарна сила с правото да получава такава субсидия. Той допълва, че не се притеснява от свалянето на субсидията им, защото те я даряват, като средствата се пренасочват за фондации, които спомагат за по-висока раждаемост на етническите българи. Според Костадинов това предложение е в отговор на сигнал срещу премиера Борисов, внесен от „Възраждане“ в прокуратурата.
През май 2020 г. в разследване на Нова телевизия се казва, че „Възраждане“ не се е отказала от партийната си субсидия и с нея се злоупотребява. Костадинов заявява, че „Възраждане“ е приело през 2017 година да дари изцяло своята субсидия, ако влезе в парламента. Понеже не успява, партията решава да дарява само част от нея, което и прави. След като от телевизията му е отказано право на отговор, Костадинов завежда дело за клевета, настоявайки, че няма злоупотреби, а разследването е манипулирано и е плод на политическа поръчка. В тази връзка прокуратурата започва разследване срещу Костадинов, като досъдебното производство е за длъжностно присвояване. В края на 2021 година производството е прекратено, без да се внася в съда, поради липса на данни за извършено престъпление.

В отговор на твърдението на Костадинов, Сметната палата заявява, че той е излъгал, и няма законова забрана политици да се отказват от субсидията си:
| „ | Това твърдение на Костадин Костадинов не отговаря на истината...Сметната палата никога не е давала указания и не се е произнасяла, че няма възможност за отказ от получаване на държавна субсидия. | “ |

### ЛГБТ права
Във връзка с кампания в защита на правата на гей-двойките в края на 2018 г. в някои градове на страната са монтирани билбордове с изобразени еднополови двойки под надслов: „Няма страшно. Това е просто любов“. Те предизвикват остри обществени реакции. Билбордовете са вандализирани и впоследствие са свалени от властите. От партия „Възраждане“ като отговор на същите места са монтирани контрабилбордове. Визията им е издържана в духа на предишните, като те изобразяват семейство с три деца с надпис „Няма страшно. Това е едно нормално семейство“. Появата им провокира отрицателна реакция и протести на ЛГБТ гражданите и техните съмишленици.

## Запазена марка и фондация „Костя Копейкин“
Около 2018 г. на лидера на партия „Възраждане“ излиза прякорът Костя Копейкин. В XLVII народно събрание Костадин Костадинов се обижда и едва не се стига до бой, след като депутатът от „Продължаваме промяната“ Искрен Митев от парламентарната трибуна заявява: „Г-н Копейкин продаде хората, купи си къща с техните пари“, визирайки информацията от разследването на Нова телевизия.
През октомври 2022 г. става ясно, че членове от партията се опитват да регистрират търговска марка „Костя Копейкин“. Като причина изтъкват, че създават фондация с това име, която да помага на даровити деца.

## Конфликт с Веселин Марешки
На 15 октомври 2014 г. в около 19:00 часа, пред пицария „Ред хот“ във Варна, собственикът на верига аптеки „Марешки“ Веселин Марешки удря шамар в лицето на общинския съветник Костадин Костадинов. Преди това двамата заемат различни страни в имотен спор, за това кой да взема наема от заведение „Студентска“ 6 в морския град. Веднага след това Костадинов заявява, че ще го съди.

## Конфликт с Елена Гунчева
Елена Гунчева, която през 2021 г. е избрана от Костадинов за негова вицепрезидентка по време на кандидат-президентската им кампания, напуска партия Възраждане на 24 юни 2022 г. поради поведението на Костадинов, некомпетентността на някои от кадрите на партията и липсата на сътрудничество на партията с гражданските организации.
На 8 септември 2022 г. Гунчева публикува статия, в която описва членовете на партия Възраждане като „фашизоиди и илитерати“. Също така, нарича Костадинов „патерица“ на Бойко Борисов.

## Съдебни дела
През август 2023 г. с решение на Софийски градски съд, Костадинов е осъден да плати 5000 лв. обезщетение на репортера на NOVA Васил Иванов във връзка с разследвания на репортера за придобитите имоти на Костадинов. През 2020 г. Костадинов пуска обръщение във Фейсбук, в което твърди, че Иванов е монтирал „поръчков материал“ и „прави това, което му кажат", "зависим е от системата и от тези, които му плащат да прави нереалистични и подвеждащи материали“. Решението на съда е, че съдържанието е с обидни и клеветнически твърдения към журналиста.
На 8 април 2024 г. Софийски районен съд оправдава Костадин Костадинов по водено срещу него дело, че е всял паника сред населението с изказванията, че държавният резерв се топи. Той е оправдан също така, че е разпространявал дезинформация относно противоепидемичните мерки. СРС се обосновава, че обвинението е неправилно конструирано и в действията на Костадинов няма пряк умисъл От 9 май 2024 г. оправдателната присъда вече е в сила.

## Протести
На 20 септември 2023 г. Костадин Костадинов отива на протеста на земеделските производители в Долни Богров, но е изгонен от тях, тъй като не желаят протестът им да се политизира.